# Wartenberg (bayerisches Adelsgeschlecht)

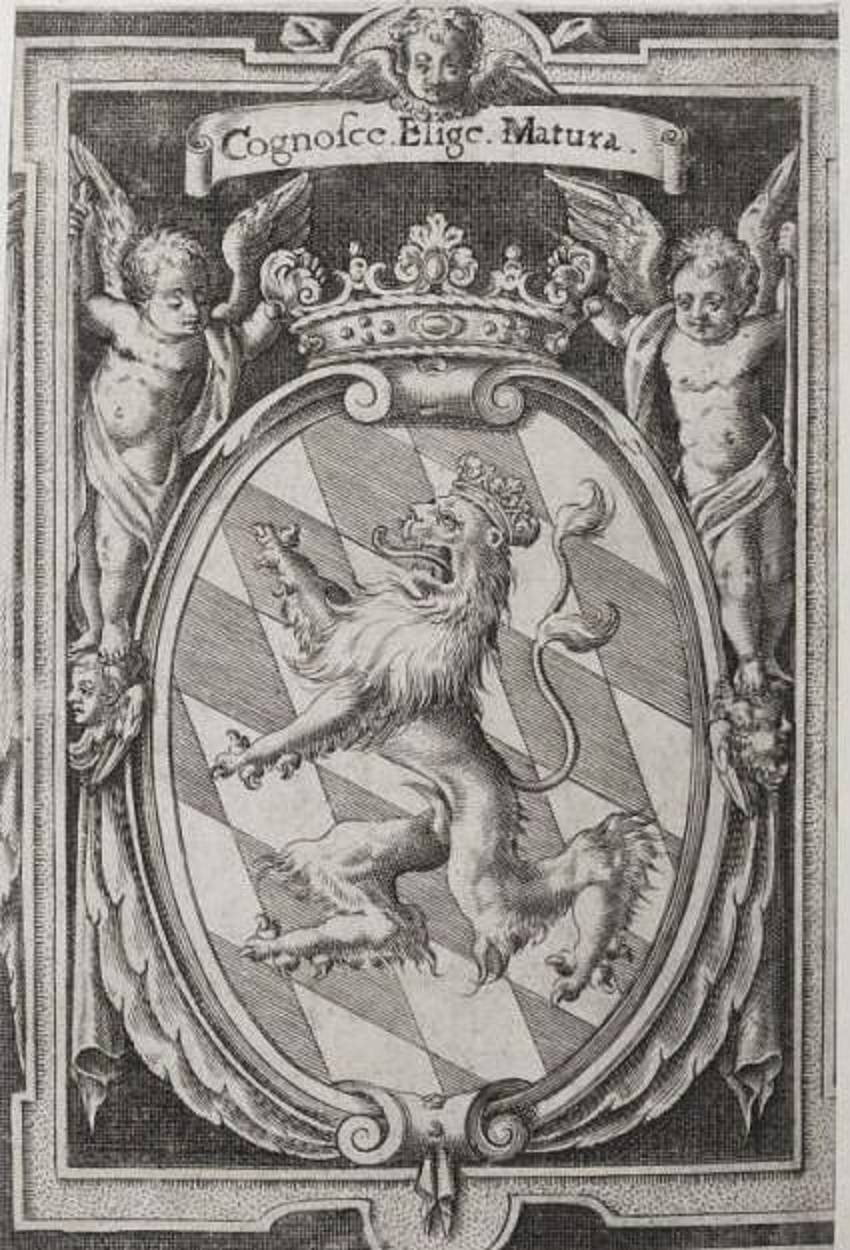
Wappen der Grafen von Wartenberg, der Ferdinandinischen Linie des Hauses Wittelsbach

Die Grafen von Wartenberg waren ein bayerisches Adelsgeschlecht, das vom Herrscherhaus der Wittelsbacher abstammte. Diese auf Herzog Ferdinand von Bayern zurückgehende Ferdinandinische Linie der Wittelsbacher ist nicht zu verwechseln mit den zahlreichen anderen Familien dieses Namens.

## Geschichte

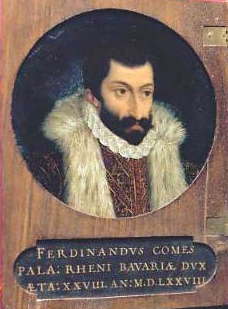
Herzog Ferdinand von Bayern im Alter von 28 Jahren

Ferdinand von Bayern (1550–1608) war ein Sohn des Herzogs Albrecht V. von Bayern (1528–1579) aus dessen Ehe mit Erzherzogin Anna von Österreich (1528–1590), der zweiten Tochter von Kaiser Ferdinand I. Am 26. Dezember 1588 heiratete Ferdinand von Bayern, gegen den Widerstand seiner Familie, in morganatischer Ehe, Maria von Pettenbeck, die 15-jährige Tochter des Haager Landrichters Georg von Pettenbeck. Wegen des niedrigen Adelsstandes seiner Frau, die nach den Hausgesetzen nicht als ebenbürtig anerkannt wurde, entsagte Ferdinand für sich und seine Nachkommen der bayerischen Thronfolge, erhielt jedoch umfangreichen Grundbesitz in Wartenberg und Haag sowie die Zusicherung besonderer Vorrechte für seine eventuellen Nachkommen (siehe unten).
Herzog Ferdinand und seine Familie bewohnten einen Palast am Rindermarkt in München. In München stiftete er auch die Kirche „St. Nikolaus von Tolentino und St. Sebastian“, in der er ein eigenes Familienbegräbnis einrichtete, wo seine Frau und die meisten seiner Nachkommen ihre letzte Ruhestätte fanden. Herzog Ferdinand selbst wurde nach seinem Tod 1608 in der Frauenkirche bestattet.

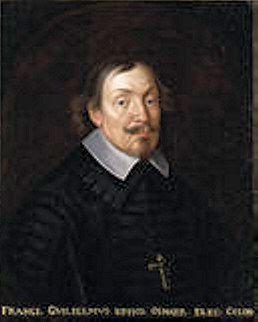
Kardinal Franz Wilhelm von Wartenberg (1593–1661), Fürstbischof von Regensburg, Verden und Minden (Ölgemälde)

1602 erhob Herzog Wilhelm V. von Bayern die Kinder seines jüngeren Bruders zu Gräfinnen und Grafen von Wartenberg. Einer der bedeutendsten Vertreter der Familie war Franz Wilhelm von Wartenberg (1593–1661), der eine geistliche Laufbahn einschlug und schließlich zum Kardinal sowie zum Fürstbischof von Regensburg, Verden und Minden ernannt wurde.
Diese Seitenlinie der Wittelsbacher, auch die Ferdinandinische Linie genannt, erlosch 1736 mit dem Tod von Maximilian Emanuel von Wartenberg (1718–1736) im Mannesstamm. Der junge Graf von Wartenberg erstickte in der Ettaler Ritterakademie an einem Pfirsichkern.
Nachdem die Kirche „St. Nikolaus von Tolentino und St. Sebastian“ 1807 profaniert und versteigert wurde, verfügte König Maximilian I. Joseph 1808 die Überführung der 24 dort bestatteten Angehörigen des Hauses Wartenberg in die Münchner Frauenkirche, wo sie sich noch heute befinden; 1823 bettete man sie dort in neue Särge um.

## Besitzungen und Sonderrechte
Im Gegenzug für den Verzicht Herzog Ferdinands für sich und seine Nachkommen auf die bayerische Thronfolge erhielt er Schloss und Gut Wartenberg (Oberbayern), gelegen zwischen Erding und Moosburg, dazu jährliche Apanagezahlungen und zwei Rittergüter. Sein älterer Bruder Wilhelm V. schenkte Herzog Ferdinand und seiner Braut bei ihrer Hochzeit zudem die Grafschaft Haag, aus der Maria von Pettenbeck stammte. In Aspach im Innviertel hatten die Grafen von Wartenberg ebenfalls Besitz, ihnen gehörte dort bis ins 18. Jahrhundert eine weitläufige Hofmark.
Im Gegenzug für seinen Verzicht auf die bayerische Thronfolge erhielt Herzog Ferdinand für sich und seine Nachkommen jedoch die vertragliche Zubilligung der Sukzession in Bayern bei einem eventuellen Aussterben der Nachkommen seines älteren Bruders Wilhelm V. Wäre die auf Herzog Ferdinand zurückgehende Seitenlinie der Wittelsbacher nicht 1736 im Mannesstamm erloschen, so hätten die Nachkommen im Jahr 1777, beim Aussterben der bayerischen Wittelsbacher – neben den pfälzischen Familienzweigen Sulzbach bzw. Zweibrücken, wovon alle heutigen Wittelsbacher abstammen – einen Rechtsanspruch auf die bayerische Thronfolge gehabt.

## Wappen

Wappen der Grafen Wartenberg

Das Wappen des Hauses Wartenberg zeigte die bayerischen Rauten belegt mit dem Pfälzer Löwen.

## Genealogie (Auszug)

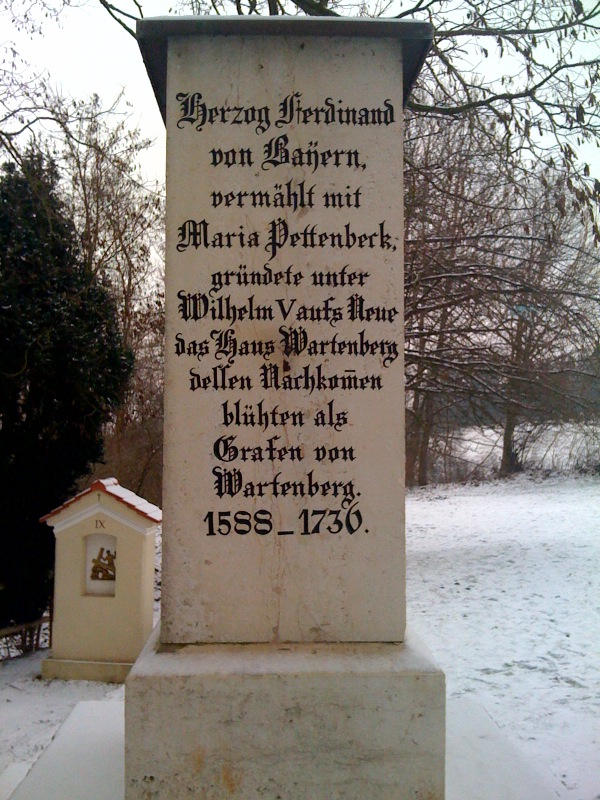
Gedenkstein an Ferdinand von Bayern und seine Familie in Wartenberg (Oberbayern).

Folgende Kinder gingen aus Ferdinands Ehe mit Maria von Pettenbeck hervor:
- Maria Maximiliana (1589–1638), Nonne
- Maria Magdalena (1590–1620), Nonne
- Franz Wilhelm (1593–1661), Kardinal, Fürstbischof von Regensburg, Osnabrück, Verden und Minden
- Maria Anna (1594–1629), Nonne
- Sebastian (1595–1596)
- Ernst (1596–1597)
- Ferdinand (1597–1598)
- Maria Elisabeth (1599–1600)
- Maria Renata (1600–1643), Nonne
- Albrecht (1601–1620)
- Maximilian (1602–1679), Jesuit
- Ernst Benno (1604–1666)

⚭ 1628 Gräfin Euphrosyne Sibylle von Hohenzollern (1607–1636)
- Maria Katharina (1605–1606)
- Ferdinand Lorenz (1606–1666)

⚭ 1. Anna Juliana von Dachsberg (1611–1650)
⚭ 2. 1651 Maria Claudia von Oettingen-Wallerstein (1632–1663)
- Maria Klara (1608–1652), Nonne und Äbtissin in Krakau